# 용선생의 매너파이터
《용선생의 매너파이터》는 용선생의 매너파일런 시즌 1 종영 후 시즌 2로 방송되는 프로그램이다. 매주 금요일 오후 5시 30분 또는 오후 4시에 방송된다. 컨셉은 시청자와 함께하는 신개념 스타챌린지 매너파이터이다. 시즌1 24~25회에서 했던 매너파이터와 동일하다. 시즌1 멤버에 성승헌캐스터와 최은애가 합류하였다. 성승헌 캐스터와 이종미가 해설과 진행을 맡고, 나머지 멤버(박용욱, 서연지, 김환중, 이주영)들이 팀을 짜서 일반인 출연자(3인) 1팀과 용산 e-Sport 스타디움에서 직접 대결을 한다. 2010년 7월 2일 종방하였다.

## 구성
- 1단계 개인전 (파이썬)
- 2단계 2:2 팀플레이 (헌터)
- 3단계 에이스전 (파이썬, 헌터, 매치포인트, 투혼 중 하나 선택)

- 이전 단계를 통과해야 다음 단계 도전할 자격이 주어진다.
- 도전 실패 시 다른 팀에게 기회가 넘어간다.
- 3단계 시작 전 일반인 출연자팀이 돌림판을 돌려서 나오는 상대와 대결한다. (김환중, 이주영, 박용욱, 이종미, 서연지+최은애)

## 상금
- 1단계 성공 : 3만원
- 2단계 성공 : 6만원
- 3단계 성공 : 20만원 + 고급 키보드 가방

- 왕까지 간 도전팀이 실패했을 경우 20만원 상금의 반인 10만원이 누적(3단계 누적상금제 적용), 다음 도전팀이 왕을 깼을 경우 30만원의 상금을 받게 된다.
- 최고 누적 상한선은 100만원으로 제한.
- 3단계 통과한 팀은 ‘왕중왕’전 출전기회 자동 부여.